# Кубок Америки з футболу 1987
Кубок Америки з футболу 1987 року — тридцять третій розіграш головного футбольного турніру серед національних збірних Південної Америки.
Турнір відбувався з 27 червня по 12 липня 1987 року у Аргентині. Переможцем втринадцяте стала збірна Уругваю. Крім того саме цього турніру були введені талісмани Кубка Америки. А також, починаючи з цього року турніру, всі майбутні розіграші отримали свій власний логотип.

## Формат
9 команд (всі, за винятком чинного чемпіона Південної Америки), розбиті на 3 групи по 3 команди, в одноколовому турнірі визначали трьох півфіналістів (четвертим півфіналістом ставав чинний чемпіон Південної Америки). Далі гралися одноматчеві півфінали, матч за 3-тє місце і фінал.
Знову у турніру з'явилася приймаюча країна, було прийнято рішення, що вона буде змінюватися за ротаційним принципом. Першою господаркою стала Аргентина (перша за алфавітом країна).

## Стадіони
| Буенос-Айрес      | Кордова                | Росаріо            |
| ----------------- | ---------------------- | ------------------ |
| Монументаль       | Олімпіко Шато Каррерас | Хіганте де Арроїто |
| Місткість: 67,664 | Місткість: 46,083      | Місткість: 41,654  |
|                   |                        |                    |

## Груповий етап

### Група A
| Збірна    | І | В | Н | П | ГЗ | ГП | Р  | О |
| --------- | - | - | - | - | -- | -- | -- | - |
| Аргентина | 2 | 1 | 1 | 0 | 4  | 1  | +3 | 3 |
| Перу      | 2 | 0 | 2 | 0 | 2  | 2  | 0  | 2 |
| Еквадор   | 2 | 0 | 1 | 1 | 1  | 4  | -3 | 1 |

| 27 червня 1987 |

| Аргентина    | 1 — 1 | Перу      |
| ------------ | ----- | --------- |
| Марадона 47' |       | Рейна 59' |

| Монументаль, Буенос-Айрес Глядачів: 40,000 Арбітр: Армандо Перес Ойос |

| 2 липня 1987 |

| Аргентина                           | 3 — 0 | Еквадор |
| ----------------------------------- | ----- | ------- |
| Каніджа 50' Марадона 67' (пен.) 85' |       |         |

| Монументаль, Буенос-Айрес Глядачів: 30,000 Арбітр: Ромуалдо Арппі Фільйо |

| 4 липня 1987 |

| Перу        | 1 — 1 | Еквадор  |
| ----------- | ----- | -------- |
| Ла Роса 87' |       | Куві 72' |

| Монументаль, Буенос-Айрес Глядачів: 10,000 Арбітр: Астеріо Мартінес |

### Група B
| Збірна    | І | В | Н | П | ГЗ | ГП | Р  | О |
| --------- | - | - | - | - | -- | -- | -- | - |
| Чилі      | 2 | 2 | 0 | 0 | 7  | 1  | +6 | 4 |
| Бразилія  | 2 | 1 | 0 | 1 | 5  | 4  | +1 | 2 |
| Венесуела | 2 | 0 | 0 | 2 | 1  | 8  | -7 | 0 |

| 28 червня 1987 |

| Бразилія                                                      | 5 — 0 | Венесуела |
| ------------------------------------------------------------- | ----- | --------- |
| Марангон 33' Моровіч 39' Карека 66' Нелсіньйо 72' Ромаріо 89' |       |           |

| Олімпіко Шато Каррерас, Кордова Глядачів: 8,000 Арбітр: Еліас Хакоме |

| 30 червня 1987 |

| Чилі                                   | 3 — 1 | Венесуела         |
| -------------------------------------- | ----- | ----------------- |
| Летельє 17' Контрерас 70' Сальгадо 83' |       | Акоста 24' (пен.) |

| Олімпіко Шато Каррерас, Кордова Глядачів: 5,000 Арбітр: Луїс Барранкос |

| 3 липня 1987 |

| Чилі                          | 4 — 0 | Бразилія |
| ----------------------------- | ----- | -------- |
| Басай 41' 68' Летельє 48' 75' |       |          |

| Олімпіко Шато Каррерас, Кордова Глядачів: 15,000 Арбітр: Хуан Даніель Кардельїно |

### Група C
| Збірна   | І | В | Н | П | ГЗ | ГП | Р  | О |
| -------- | - | - | - | - | -- | -- | -- | - |
| Колумбія | 2 | 2 | 0 | 0 | 5  | 0  | +5 | 4 |
| Болівія  | 2 | 0 | 1 | 1 | 0  | 2  | -2 | 1 |
| Парагвай | 2 | 0 | 1 | 1 | 0  | 3  | -3 | 1 |

| 28 червня 1987 |

| Парагвай | 0 — 0 | Болівія |
| -------- | ----- | ------- |
|          |       |         |

| Хіганте де Арроїто, Росаріо Глядачів: 5,000 Арбітр: Flag of Peru.svg\|border Енріке Лабо Реворедо |

| 1 липня 1987 |

| Колумбія                    | 2 — 0 | Болівія |
| --------------------------- | ----- | ------- |
| Вальдеррама 34' Ігуаран 89' |       |         |

| Хіганте де Арроїто, Росаріо Глядачів: 5,000 Арбітр: Flag of Chile.svg\|border Гастон Кастро |

| 5 липня, 1987 |

| Колумбія           | 3 — 0 | Парагвай |
| ------------------ | ----- | -------- |
| Ігуаран 8' 34' 50' |       |          |

| Хіганте де Арроїто, Росаріо Глядачів: 10,000 Арбітр: Франсіско Оскар Ламоліна |

## Півфінали
| 8 липня 1987 |

| Чилі                   | 2 — 1 (д. ч.) | Колумбія          |
| ---------------------- | ------------- | ----------------- |
| Астенго 106' Вера 108' |               | Редін 103' (пен.) |

| Естадіо Олімпіко Шато Каррерас, Кордова Глядачів: 10,000 Арбітр: Ромуалдо Фільйо |

| 9 липня 1987 |

| Уругвай        | 1 — 0 | Аргентина |
| -------------- | ----- | --------- |
| Альсаменді 43' |       |           |

| Монументаль, Буенос-Айрес Глядачів: 75,000 Арбітр: Еліас Хакоме |

## Матч за 3 місце
| 11 липня 1987 |

| Колумбія             | 2 — 1 | Аргентина   |
| -------------------- | ----- | ----------- |
| Гомес 8' Галеано 27' |       | Каніджа 86' |

| Монументаль, Буенос-Айрес Глядачів: 15,000 Арбітр: Бернардо Корухо |

## Фінал
| 12 липня 1987 |

| Уругвай       | 1 — 0 | Чилі |
| ------------- | ----- | ---- |
| Бенгоечеа 56' |       |      |

| Монументаль, Буенос-Айрес Глядачів: 35,000 Арбітр: Ромуалдо Фільйо |

Уругвай: Едуардо Перейра, Альфонсо Домінгес, Нельсон Гутьєррес, Обдуліо Трасанте, Хосе Луїс Пінтос Сальданья, Густаво Матосас, Хосе Пердомо  88', Бенгоечеа, Антоніо Альсаменді (Хосе Енріке Пенья  86'), Франческолі  27', Рубен Соса
Чилі: Роберто Рохас, Оскар Реєс, Е. Гомес  14', Астенго  88', Луїс Ормасабаль, Мардонес, Хорхе Контрерас, Пуебла (Р. Торо  19', Рубіо  63'), Хайме Пісарро, Летельє, Басай.

## Чемпіон

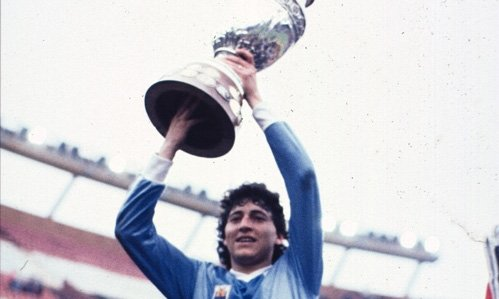
Капітан збірної Уругваю Хосе Пердомо з трофеєм після перемоги на турнірі

| Кубок Америки 1987 |
| ------------------ |
| Уругвай 13-й титул |

## Найкращі бомбардири
4 голи
- Арнольдо Ігуаран

3 голи
- Дієго Марадона
- Хуан Карлос Летельє

2 голи
- Клаудіо Каніджа
- Іво Басай